# Jo Crepain
Jo Crepain est un architecte belge né à Bruges le 21 octobre 1950 et mort à Anvers le 20 décembre 2008, diplômé en 1973 de l'Institut national supérieur d'architecture et d'urbanisme d'Anvers.